# Ледицкие
Ледицкие (пол. Ledycki) — дворянский род.
Фамилии Ледицких Степан Андреев сын Ледицкий в 1618 и 1619 годах записан в городовых дворянах и вёрстан поместным окладом. Равным образом и другие многие рода Ледицкие российскому престолу служили дворянские службы Стряпчими и в иных чинах и жалованы были от государей поместьями.

## Описание герба
Щит разделён горизонтально на две части, из них в верхней части, в голубом поле, изображена восьмиугольная серебряная звезда и под нею золотая луна, рогами вверх (польский герб Лелива). В нижней части, в золотом поле, находится чёрный одноглавый орёл, у которого на главе корона, а в лапе меч, продетый сквозь дворянскую корону.
Щит увенчан дворянскими шлемом и короной. Нашлемник: три павлиньих пера, на которых видна звезда с луною. Намёт на щите голубой, подложенный золотом. Щитодержатели: два льва в коронах. Герб рода Ледицких внесён в Часть 6 Общего гербовника дворянских родов Всероссийской империи, стр. 48.

## Известные представители
- Ледицкий Никита Степанович — московский дворянин (1671—1692);
- Ледицкий Михаил Степанович — стряпчий (1683);
- Ледицкий Марк Степанович — стряпчий (1686—1692)[1].